# Imparfait
Das Imparfait ist eine Zeitform der Vergangenheit in der französischen Sprache, die dem Aufbau nach ähnlich dem deutschen Präteritum ist, jedoch teilweise anders verwendet wird.
Im Gegensatz zum Passé composé, mit dem vollendete oder punktuelle Handlungen in der Vergangenheit ausgedrückt werden, werden mit dem Imparfait fortlaufende, nicht abgeschlossene oder bereits vorhandene Handlungen ausgedrückt. Man verwendet das Imparfait eher in Texten. In Alltagssituationen wird das passé composé benutzt.
Es ähnelt hierin dem italienischen Indicativo imperfetto, dem spanischen Pretérito imperfecto, dem rumänischen Imperfectul und entspricht annähernd dem englischen Past Progressive.

## Bildung
- Wortstamm der 1. Person Plural (nous cherchons = wir suchen)
- Anhängen der Endung:

|            | Singular | Plural |
| ---------- | -------- | ------ |
| 1. Person. | -ais     | -ions  |
| 2. Person. | -ais     | -iez   |
| 3. Person. | -ait     | -aient |

## Verwendung
Im Gegensatz zu dem deutschen Präteritum ist das Imparfait an bestimmte Verwendungsregeln gebunden, sodass man i. d. R. in folgenden Fällen auf keine weitere Zeitform ausweichen darf: Es wird verwendet, um
- Hintergrundinformationen darzustellen: Mme. Delacroix a lu le journal pendant que son mari préparait les plats dans la cuisine (= Frau Delacroix hat eine Zeitung gelesen, während ihr Mann die Gerichte in der Küche zubereitete.)
- sich wiederholende Handlungen oder Gewohnheiten zu beschreiben: Comme d'habitude, elle lisait "Le Monde" (= Wie gewöhnlich, las sie "Le Monde".)
- Parallele, zeitlich nicht begrenzte Handlungen: Pendant que je nageais, je pensais au cadeau. (= Während ich schwamm, dachte ich an das Geschenk.)
- Kommentare und Erklärungen in der Vergangenheit auszudrücken: C'était vraiment drôle! (= Das war wirklich lustig!)
- Beschreibung von Gefühlen, Personen, Wetter und Gegenständen: Il était triste. (= Er war traurig.)

Signalwörter für das Imparfait sind u. a. pendant que (= während), toujours (= immer, wenn), tout le temps (= immer, ständig) und souvent (= oft).
Kommen jedoch puis (= dann, anschließend), après (= danach), tout de suite (= sofort) oder Ähnliches vor, was eine zeitliche Abfolge einleitet, wird das Passé composé verwendet.
Nach anderer Systematik wird der Gebrauch des Imparfait folgendermaßen beschrieben:
- bei nicht abgeschlossenen, fortlaufenden Handlungen (z. B. Il aimait lire des livres. Elle aimait boire du lait. Ils fumaient depuis 10 années. Elle travaillait dans le jardin.)
- bei regelmäßigen, wiederholt zutreffenden Handlungen (Signalwörte: régulièrement, tout les ans, d'habitude, tout le soir, toute l'année, toujours, souvent)
- zur Betonung des Verlaufs von Handlungen und Vorgängen (z. B. Er packte alles in den Koffer. Die Reise verlief wie geplant. Die Kamele zogen an uns vorbei.)
- bei Zuständen mit unbestimmtem Anfang und Ende (z. B. Er kann kochen. Er schielt. Sie kann singen. Er weiß nichts über Singvögel.) Signalwörter: avoir, être, savoir, pouvoir, connaître.
- bei Gleichzeitigkeit (zwei Handlungen verlaufen parallel, eine Haupthandlung bei gleichzeitiger Nebenhandlung.) Signalwörter: pendant; être en train de – in der Vergangenheit.
- bei Gewohnheiten (natürlich gibt es Überschneidungen, denn gewohnheitsmäßig ablaufende Handlungen sind auch regelmäßig und wiederkehrend.) Signalwörter: d'habitude, chaque fois, avant... – früher hat er das gemacht ...
- zur Kennzeichnung von Begleitumständen und Hintergrund (also einer Nebenhandlung neben der Haupthandlung), wobei die Haupthandlung (oder Handlungskette) mit dem Passé composé beschrieben wird. Je nach Interpretation kann man nicht ganz scharf zwischen Begleitumständen und Hintergrund trennen:
  - typische Beschreibungen des Hintergrunds sind: Gewohnheiten, Verhaltensweisen, Gegebenheiten, Absichten und Meinungsäußerungen. Beispiele für Hintergrundhandlungen: Ich war in der Küche und trank Milch. Draußen war es kalt und der zog sich einen warmen Mantel an. (Nach der Hindergrundhandlung wird mit den Fragen Was war? oder Was war schon? gefragt.)
  - Begleitumstände sind  Bemerkungen und Kommentare zur Haupthandlung, sowie Beschreibungen. Bemerkungen und Kommentare zum Geschehen: z. B. das Bild war langweilig; ich war müde; es war zu sehen, dass er stolz war. Beschreibungen: z. B. er wollte es zwar wissen, aber er war nicht wirklich interessiert. Erklärungen und Informationen: z. B. er rannte schnell weg, um nicht erwischt zu werden. Wahrnehmungen: in der Ferne war Musik zu hören; die Stimmung war schlecht. Absichten und Meinungsäußerungen: ich fand das Bild schön; wir wollten später kommen.

In Texten, die in der Vergangenheitsform geschrieben sind, stehen folgende Verben gewöhnlich im Imparfait:
- avoir – haben
- être – sein
- vouloir – wollen
- pouvoir – können
- savoir – wissen, können
- devoir – müssen, sollen
- falloir (il faut) – müssen
- connaître – kennen, wissen

Schlüsselwörter für das Imparfait sind Wörter zur Kennzeichnung von:
- Dauer
- Wiederholung
- Häufigkeit
- Gewohnheit

wie beispielsweise:
- d'habitude – gewöhnlich, normalerweise
- tous les jours – jeden Tag (auch: jede Woche, Monat, Jahr, Stunde, Morgen, Abend, Sonntag, ...)
- toujours – immer
- souvent – oft
- régulièrement – regelmäßig
- autrefois – damals, früher
- ne ... jamais – noch nie
- quelquefois – manchmal
- chaque fois – jedes Mal
- chaque jour – jeden Tag
- toute la journée – den ganzen Tag
- de temps en temps – von Zeit zu Zeit
- pendant que – während

Das Imparfait kommt weiterhin zum Einsatz bei:
- si-Sätzen
- Relativsätzen
- mit: pendant que, quand und lorsque
- und oft in der Gegenüberstellung zum Passé composé

## Weitere Verwendung im Plus-que-parfait
Um das Plus-que-parfait zu bilden, benötigt man die Imparfait-Form von être oder avoir. Anschließend benutzt man das Participe Passé. Hierzu die häufig verwendete Imparfait-Form von avoir: zuerst die Verbform der 1. Person Plural (nous) im Présent (Präsens):
nous av- ons
Der Wortstamm av- wird beibehalten, jetzt werden an den Stamm die Endungen
-ais (je), -ais (tu), -ait (il, elle, on), -ions (nous), -iez (vous), -aient (ils, elles)
für die jeweiligen Personen angehängt.
| 1. Pers. Sg. | j'    | avais   |
| 2. Pers. Sg. | tu    | avais   |
| 3. Pers. Sg. | il    | avait   |
| 3. Pers. Sg. | elle  | avait   |
| 3. Pers. Sg. | on    | avait   |
| 1. Pers. Pl. | nous  | avions  |
| 2. Pers. Pl. | vous  | aviez   |
| 3. Pers. Pl. | ils   | avaient |
| 3. Pers. Pl. | elles | avaient |

## Sonderformen
Viele im Présent unregelmäßige Verben bilden das Imparfait vollkommen regelmäßig. (Bsp.: faire → je/tu faisais, venir → je/tu venais)
Folgendes ist jedoch zu beachten:
- Bei Verben wie manger ist das mangeais zu beachten (Aufgrund der Aussprache: Stünde kein "e" dazwischen, würde das "g" wie im Deutschen ausgesprochen. Durch das "e" wird es jedoch weich ausgesprochen.) Weitere Verben mit der Endung „-ger“ sind: nager, juger, voyager, protéger, abréger.

|            | Singular | Plural     |
| ---------- | -------- | ---------- |
| 1. Person. | mangeais | mangions   |
| 2. Person. | mangeais | mangiez    |
| 3. Person. | mangeait | mangeaient |

- commencer wird zu commençais (siehe auch Regeln zur Cedille: Steht nach einem C ein A, O oder U, wird aus dem C ein Ç, steht allerdings danach ein E oder I, bleibt es ein C). Weitere Verben mit der Endung „-cer“ sind: lancer, annoncer, placer, effacer.

|            | Singular   | Plural       |
| ---------- | ---------- | ------------ |
| 1. Person. | commençais | commencions  |
| 2. Person. | commençais | commenciez   |
| 3. Person. | commençait | commençaient |

- Der Wortstamm von être beim Imparfait, ét-, ist eine weitere Ausnahme.

Damit unterscheidet sich das Verb être in der Vergangenheit deutlich von der Ableitungsform, die sonst allgemeingültig ist.
|            | Singular | Plural  |
| ---------- | -------- | ------- |
| 1. Person. | étais    | étions  |
| 2. Person. | étais    | étiez   |
| 3. Person. | était    | étaient |

Beispiel:
Quand j'étais jeune, je faisais beaucoup de sport. (= Als ich jung war, habe ich viel Sport gemacht.)
Mit étudier kommt es bei aller Regelmäßigkeit zu einer ungewohnten Doppelung des „i“:
|            | Singular | Plural     |
| ---------- | -------- | ---------- |
| 1. Person. | étudiais | étudiions  |
| 2. Person. | étudiais | étudiiez   |
| 3. Person. | étudiait | étudiaient |

Weitere Verben mit der Endung „-ier“ sind: prier, terrifier, trier, varier, verifier.
Außerdem gibt es Ausnahmen wie bei "rire" (lachen)
|            | Singular | Plural  |
| ---------- | -------- | ------- |
| 1. Person. | riais    | riions  |
| 2. Person. | riais    | riiez   |
| 3. Person. | riait    | riaient |

Dort wird ein zweites I eingefügt in der 1. und 2. Person Plural.